# 521 г. пр.н.е.

## Събития

### В Азия

#### В Персийската империя
- Цар на Персийската (Ахеменидска) империя e Дарий I (522 – 486 г. пр.н.е.).[1]
- Сатрапът Хистасп, който е баща на Дарий, смазва бунтът в Партия и Хиркания след като постига победи на 8 март в битката при Вишпаузатиш и на 12 юли в битката при Патиграбана.[2]
- Сатрапът на Арахозия Вивана, нанася серия от поражения на персиеца Вахияздата, който се представя за брата на цар Камбис II Бардия, едно от които, при Капишаканиш през март, се оказва решително.[2]
- Във Вавилония избухва ново въстание. Човек с име Араха е обявен за цар Навуходоносор IV и води борба с персите около три месеца преди да бъде пленен от персийска войска начело с Виндафарна на 27 ноември.[3]

### В Европа
- Хипий и Хипарх са тирани в Атина.[4]